# Slag bij Messina
De Slag bij Messina vond plaats in 397 v.Chr. op Sicilië. Carthago had als wraak voor de aanval op Motya door Dionysius I van Syracuse een leger onder leiding van Himilco gestuurd naar Sicilië om het verloren grondgebied te heroveren. Himilco zeilde naar Panormus, en daarvandaan zeilde en marcheerde hij langs de noordkust van Sicilië, ongeveer 20 km ten noorden van Messina. Terwijl het leger van Messina haar stad verliet om Himilco's leger aan te vallen, zond Himilco 200 schepen met soldaten naar de stad, die werd bestormd en ingenomen. Himilco plunderde en vernietigde de stad, maar deze werd herbouwd na de oorlog.